# Język mamuju
Język mamuju – język austronezyjski używany w prowincji Celebes Zachodni w Indonezji. Według danych z 1991 r. posługuje się nim 60 tys. ludzi.
Dzieli się na cztery dialekty: mamuju właściwy, sumare-rangas, padang, sinyonyoi. W 1987 r. wyróżniono dziewięć dialektów, ale w toku późniejszych badań uznano, że sumare i rangas to jeden dialekt, a część pozostałych dialektów przydzielono do innych języków.
Według doniesień z lat 90. XX wieku pozostaje w powszechnym użyciu (zwłaszcza w kontaktach nieformalnych) i bywa przyswajany przez osoby z zewnątrz. Odnotowano jednak presję ze strony języka indonezyjskiego, który jest wykorzystywany w edukacji.
Jest zapisywany alfabetem łacińskim.